# Азинові кислоти
Азинові кислоти (рос. нитроновые , англ. azinic [nitronic] acids) — похідні родоначальної структури H2N+(O-)OH. З них найчастіше зустрічаються алкіліденові похідні (таутомери нітроалканів) R2C=N+(O-)OH. Алкіліденазинатні кислоти відомі ще як нітронові кислоти (nitronic acids) або, синонімічно,  аци-нітросполуки.
Приклад: метиліденазинова кислота СН2C=N+(O-)OH.
Не плутати з азонові кислоти — N-Гідрокарбільні похідні RN+(O–)(OH)2 родоначальної структури HN+(O–)(OH)2.